# Williamsville (Missouri)
Williamsville és una població dels Estats Units a l'estat de Missouri. Segons el cens del 2000 tenia 379 habitants.

## Demografia
Segons el cens del 2000, Williamsville tenia 379 habitants, 161 habitatges, i 108 famílies. La densitat de població era de 472 habitants per km².
Dels 161 habitatges en un 28,6% hi vivien nens de menys de 18 anys, en un 54,7% hi vivien parelles casades, en un 10,6% dones solteres, i en un 32,9% no eren unitats familiars. En el 30,4% dels habitatges hi vivien persones soles el 19,9% de les quals corresponia a persones de 65 anys o més que vivien soles. El nombre mitjà de persones vivint en cada habitatge era de 2,35 i el nombre mitjà de persones que vivien en cada família era de 2,87.
Per edats la població es repartia de la següent manera: un 24,8% tenia menys de 18 anys, un 7,1% entre 18 i 24, un 24,8% entre 25 i 44, un 20,3% de 45 a 60 i un 23% 65 anys o més.
L'edat mediana era de 39 anys. Per cada 100 dones de 18 o més anys hi havia 87,5 homes.
La renda mediana per habitatge era de 21.111 $ i la renda mediana per família de 28.125 $. Els homes tenien una renda mediana de 21.667 $ mentre que les dones 20.288 $. La renda per capita de la població era de 14.844 $. Entorn del 19,5% de les famílies i el 25% de la població estaven per davall del llindar de pobresa.

## Poblacions més properes
El següent diagrama mostra les poblacions més properes.